# Edward Mosberg
Edward „Ed” J. Mosberg (ur. 6 stycznia 1926 w Krakowie, zm. 22 września 2022 w Nowym Jorku) – polski Żyd ocalały z Holokaustu.

## Życiorys
Urodził się 6 stycznia 1926 w Krakowie, w rodzinie żydowskiej jako syn Leisera Mosberga (ur. 1887) i Beili z domu Blumenkranz (ur. 1893). W tym mieście dorastał w okresie II Rzeczypospolitej.
Podczas II wojny światowej, wkrótce po tym jak jego ojciec został zatrzymany na ulicy i prawdopodobnie zastrzelony przez Niemców, Edward Mosberg we wrześniu 1941 został osadzony w getcie krakowskim wraz z bliskimi (m.in. z dziadkami, matką i dwiema siostrami). Po likwidacji getta został przeniesiony do obozu koncentracyjnego Plaszow. Tam pracował w biurze komendanta tego obozu, Hauptsturmführera SS Amona Götha. Następnie przeniesiony na ziemie austriackie był robotnikiem przymusowym w obozie KL Mauthausen-Gusen i w fabryce Hermanna Göringa w Linzu. W okresie uwięzienia nosił numer numer obozowy 85454. U kresu wojny, 5 maja 1945 trafił do jaskini, mającej zostać zniszczoną ładunkami dynamitu, do czego ostatecznie nie doszło. Łącznie w trakcie wojny śmierć poniosło 16 członków jego rodziny, w tym dziadkowie w obozie zagłady w Belzec, a matka i siostry w Auschwitz-Birkenau.
Po wojnie początkowo nadal mieszkał w Krakowie. W drugiej połowie lat 40. jego żoną została Cesia Storch (także przeżyła niemiecki obóz koncentracyjny, była osadzona z siostrami E. Mosberga). Oboje w 1951 wyemigrowali do Stanów Zjednoczonych. Tam zamieszkali w nowojorskim Harlemie, potem osiedli w hrabstwie Union w stanie New Jersey. Mieli trzy córki, w tym Charlotte. W USA Edward Mosberg pracował w różnych zawodach, ostatecznie związał się z branżą deweloperską. Posiadał obywatelstwo polskie i amerykańskie.
Uczestniczył w uroczystościach upamiętniających w byłych obozach koncentracyjnych (np. w Mauthausen, wielokrotnie w Marszu Żywych w Auschwitz) celem zaświadczenia o przeszłości. Został także działaczem na rzecz poprawy stosunków polsko-żydowskich oraz upowszechniania wiedzy o Holokauście. Zaangażował się w działalność Fundacji Shoah oraz From the Depths. Został patronem Odznaczenia From the Depths dla Sprawiedliwych. Wystąpił w produkcji filmowej pt. Destination Unknown z 2017, przedstawiającej historię Holokaustu. Zdjęcie przedstawiające Edwarda Mosberga, wraz z wnuczką zapalającego pochodnię pamiątkową w czasie Marszu Żywych w Auschwitz-Birkenau, zostało wydrukowane na okładce albumu pt. Świadkowie: Światło pamięci niosą następne pokolenia autorstwa Eliego Rubensteina, wydanego w wersji polskojęzycznej w 2018.
Wielokrotnie bronił Polski przed fałszywymi oskarżeniami o jej udział w Holokauście lub antysemityzm.
Zmarł w nocy z 21 na 22 września 2022 w Nowym Jorku.

## Odznaczenia
Postanowieniem prezydenta RP Andrzeja Dudy z 27 kwietnia 2019 został odznaczony Krzyżem Komandorskim Orderu Zasługi Rzeczypospolitej Polskiej za wybitne zasługi w rozwijaniu polsko-żydowskiego dialogu, za upowszechnianie wiedzy o roli Polaków w ratowaniu Żydów, a w 2022 pośmiertnie Krzyżem Wielkim Orderu Zasługi Rzeczypospolitej Polskiej w uznaniu wybitnych zasług w działalności na rzecz dialogu polsko-żydowskiego i rozwijaniu współpracy między narodami, za pielęgnowanie pamięci i popularyzowanie prawdy o Holokauście.